# Isaac P. Christiancy

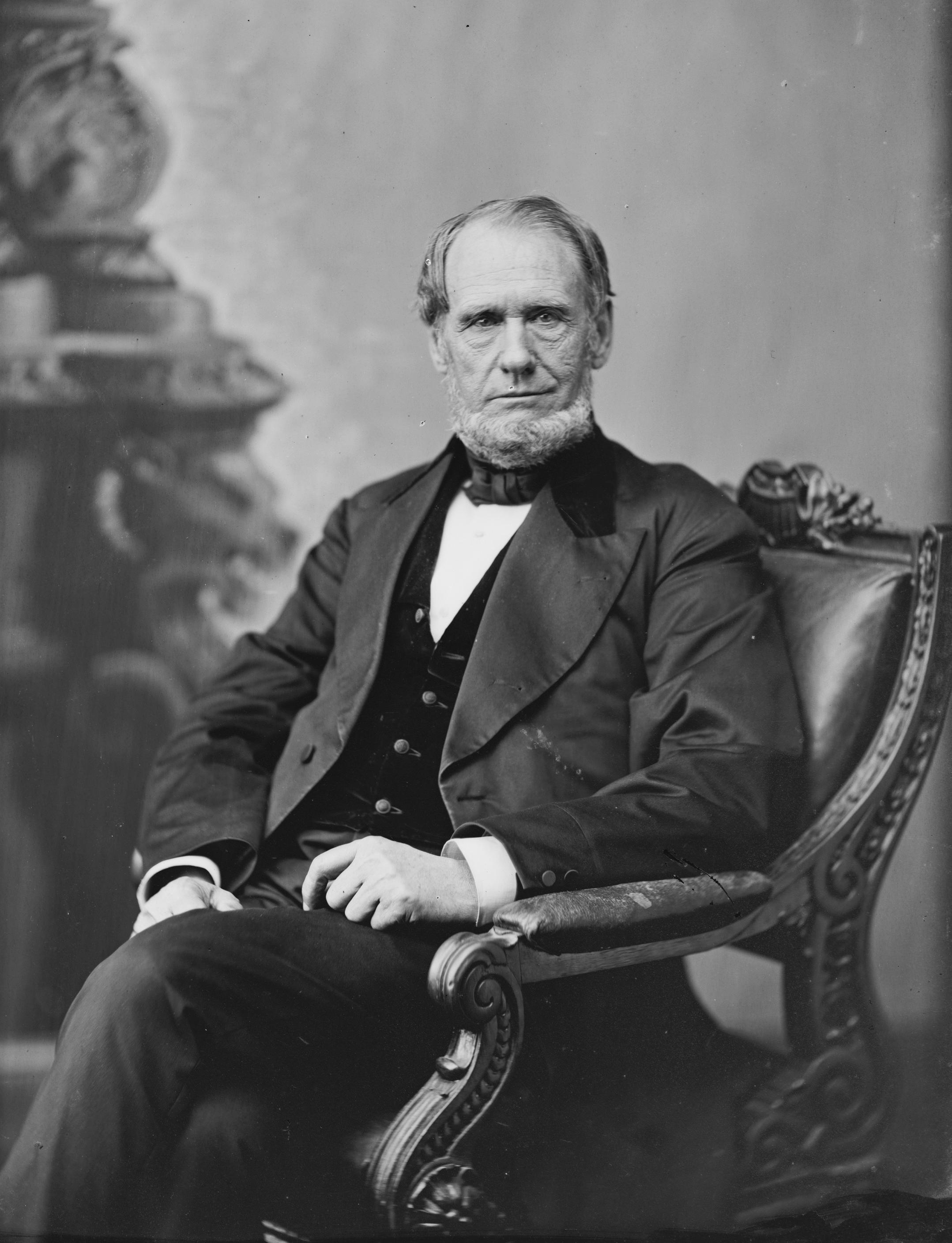
Isaac P. Christiancy

Isaac Peckham Christiancy, född 12 mars 1812 i Fulton County, New York, död 8 september 1890 i Lansing, Michigan, var en amerikansk diplomat, politiker och jurist. Han representerade delstaten Michigan i USA:s senat 1875–1879. Han var en hängiven abolitionist och en av de första medlemmarna av Republikanska partiet i Michigan.
Christiancy studerade juridik och arbetade först som advokat. Han gifte sig 1839 med Elizabeth E. McClosky. Han var åklagare i Monroe County, Michigan 1841–1846. Han var först demokrat men bytte sedan parti till Free Soil Party. Han var ledamot av delstatens senat 1850–1852 och Free Soil Partys kandidat i guvernörsvalet i Michigan 1852. Han förlorade mot demokraten Robert McClelland.
År 1854 hölls de två första möten som ledde till grundandet av Republikanska partiet i Ripon i Wisconsin och i Jackson i Michigan. Christiancy var med i Jackson som en av grundarna av republikanerna i Michigan.
Christiancy tjänstgjorde som domare i Michigans högsta domstol 1857–1875. Han var domstolens chefsdomare 1872–1874.
Christiancy efterträdde 1875 Zachariah Chandler som senator för Michigan. Senator Christiancy, som hade blivit änkling, ingick ett olyckligt äktenskap med en ung kvinna. Han avgick 1879 och efterträddes av företrädaren Chandler. Christiancy tjänstgjorde sedan som chef för USA:s diplomatiska beskickning i Peru 1879–1881. Han återvände 1881 till USA, skilde sig och arbetade sedan som advokat i Lansing.
Christiancy gravsattes på Woodlawn Cemetery i Monroe, Michigan.